# Scleroptila gutturalis
El francolín del Orange o francolín de Orange (Scleroptila gutturalis) es una especie de ave galliforme en la familia Phasianidae que habita en las praderas y bosques de África.

## Descripción
En los taxones del sector norte de las zonas donde habita (Etiopía, Sudán del Sur, Somalía, Uganda y Kenia), la línea del cuello no llega hasta el ojo y su vientre es blancuzco. En los taxones del sur (Angola, Namibia, Botsuana, Sudáfrica y Lesoto) la línea del cuello llega hasta el ojo y el vientre es color beige-amarillento. Ello ha llevado a algunas autoridades a tratarlos como dos especies separadas: el francolín de las acacias (S. gutturalis con la subespecie lorti) al norte, y el francolín del Orange (S. levaillantoides con la subespecie jugularis) al sur.

## Distribución
Se lo encuentra en Etiopía, Sudán del Sur, Somalia, Uganda, Kenia, Angola, Namibia, Botsuana, Sudáfrica y Lesoto.